# Laura Vernizzi
Laura Vernizzi (Como, 12 settembre 1985) è un'ex ginnasta italiana, Ufficiale dell'Ordine al merito della Repubblica italiana.
Ha vinto la medaglia d'argento nel concorso a squadre alle Olimpiadi di Atene nel 2004 e la medaglia d'oro a squadre ai Campionati Mondiali di ginnastica ritmica di Baku (Azerbaigian), nel 2005.

## Biografia
Ha iniziato a fare ginnastica a sei anni ed è entrata nel giro della nazionale azzurra alla sola età di 13 anni. A 16 fa il suo primo mondiale da individualista a Madrid, classificandosi 9ª con le sue compagne.
È più volte campionessa italiana di serie A e sale sui podi nazionali sempre come individualista.
Nel 2003 la svolta più importante della sua vita: lascia il suo ruolo di individualista ed entra a far parte della nazionale a squadre, con la quale esordisce nel 2004 alla pre-olimpica di Atene. Vince diverse coppe del mondo fino alla partecipazione alle Olimpiadi di Atene 2004, dove vince l'argento.
L'anno successivo, sempre con la squadra nazionale, vince altre coppe del mondo e nell'ottobre del 2005 partecipa ai campionati del mondo di Baku, Azerbaijan, dove dopo due medaglie d'argento nel concorso generale e nella finale ai nastri, vince l'oro nella finale cerchi e clavette.